# Società Sportiva Portorecanati
La Società Sportiva Portorecanati A.S.D., meglio conosciuta come Portorecanati, è una società calcistica italiana con sede nella città di Porto Recanati, in Provincia di Macerata. Fondato nel 1919, il club annovera due partecipazioni in Serie C. Milita in Prima Categoria.
I colori sociali sono l'arancione e il nero, e disputa le gare interne allo Stadio Comunale Vincenzo Monaldi.

## Storia
La società fu fondata nel 1919 con il nome di Polisportiva Adriatica poiché promuoveva anche altri sport oltre il calcio, come ad esempio tennis, nuoto e pugilato. In breve approda in Terza Divisione, campionato del terzo livello calcistico italiano organizzato a suddivisione regionale, mentre nel 1942 vince il girone di Prima Divisione marchigiana ottenendo per la prima volta la promozione in Serie C. Disputa il campionato di Serie C 1945-1946 e, nonostante si ritrovi ad affrontare squadre come il Perugia e l'Ascoli, riesce ad arrivare al terzo posto, miglior risultato sportivo del club di sempre. A causa della riforma dei campionati di Serie C però, la squadra giocò gli anni successivi nel campionato di Prima Divisione regionale, passando poi nel 1952 a quello di Promozione. In questo periodo giocarono con la maglia del Portorecanati Beniamino Di Giacomo, Luciano Panetti, Fabio Ballarini e Neno Orlandoni, tra i quali Panetti in seguito ricoprì anche ruoli nella società arancione.
Nel 1964 la squadra giovanile portorecanatese, chiamata "L'Adriatica", vince il titolo di Campione d'Italia di categoria a Rimini in finale contro il C.O.S. di Latina. Il vivaio non passò inosservato alla dirigenza dell'Inter, che acquisisce il diritto a rilevare tre elementi all'anno dalle formazioni giovanili.
Nella stagione 1966-67 la squadra portorecanatese vince il campionato di Promozione sotto la guida proprio di Luciano Panetti, nelle vesti di allenatore. Dopo due stagioni disputate in Serie D, nel 1968 retrocede nuovamente in Promozione in cui resterà fino al 1976 (con una piccola parentesi in Prima Categoria nel 1974) per poi precipitare in campionati minori. Dal 2003 il Portorecanati abbandona il vecchio campo sportivo Nazario Sauro, ristrutturato a parcheggio, per disputare le partite casalinghe nel nuovo stadio comunale intitolato a "Vincenzo Monaldi", ricordato come il vero maestro del calcio portorecanatese. Nel 2008 assume la carica di presidente Arturo Maresca, e l'anno successivo la squadra riesce a tornare nel campionato di Promozione con 6 giornate d'anticipo, trenta anni dopo dall'ultima apparizione. Dalla stagione 2012-2013 il presidente societario diventa Fausto Pigini, e al suo primo anno alla guida, la squadra viene ripescata in Eccellenza Marche, massimo campionato regionale, dopo aver perso la finale interregionale col Vismara. La squadra però riesce a disputare il massimo campionato regionale solo per due anni, retrocedendo in Promozione al termine della stagione 2014-15 che termina all'ultimo posto in classifica.
Nella stagione 2021-2022 arriva 15º in campionato e al termine della gara di play-out persa 1 a 0 contro la Palmense viene retrocessa in prima categoria dopo 12 anni dall'ultima volta

## Colori e simboli

### Colori
La società nacque nel 1919 con i colori arancione e blu, richiamando i colori dello stemma della città, ma dalla ripresa delle attività calcistiche dopo la seconda guerra mondiale sostituì il blu con il nero, sfoggiando divise arancioni con dettagli neri.

## Strutture

### Stadio
Fino al 2003 la squadra disputava i suoi incontri interni allo stadio "Nazario Sauro". Dopo la sua demolizione, il Portorecanati gioca le partite casalinghe allo stadio comunale "Vincenzo Monaldi", con capienza di 1 000 posti e costituito da un campo da gioco in erba di misure 105 x 65 m.

### Settore giovanile
Nel 1964, la squadra giovanile portorecanatese, chiamata "L'Adriatica", vince il titolo di Campione d'Italia di categoria al Romeo Neri di Rimini in finale contro il C.O.S. di Latina. Il vivaio non passa inosservato alla dirigenza dell'Inter, che acquisisce il diritto di rilevare tre elementi all'anno dalle formazioni giovanili.
Di seguito una lista dei calciatori che hanno militano nel settore giovanile arancione ed hanno esordito in serie A e serie B:
- Beniamino Di Giacomo[senza fonte]
- Giacomo Piangerelli[senza fonte]
- Massimo Palanca[senza fonte]
- Luigi Boccolini[senza fonte]
- Gianni Palanca[senza fonte]
- Vincenzo Monaldi[senza fonte]
- Luigi Piangerelli[senza fonte]
- Luciano Panetti[senza fonte]
- Emilio Monaldi[senza fonte]
- Alessandro Sbaffo[senza fonte]
- Davide Mordini[senza fonte]
- Fabio Ballarini
- Stelvio Attili
- Luigi Pepa
- Mario Pandolfi
- Damiano Morra
- Michele Morra
- Angelo Michelini

## Allenatori e presidenti
| Allenatori - 1919-1965: ... - 1965-1967: Luciano Panetti - 1967-1968: Carlo Ballarini e Antonio Piangerelli - 1968-1969: Giovanni Moroni - 1969-1973: ... - 1973-1974: Vincenzo Monaldi - 1974-1999: ... - 1999-2001: Francesco Moriconi - 2001-2002: Giuseppe Lorenzini - 2002-2004: Andrea Michelini - 2004-2007: Claudio Giri - 2007-2008: Claudio Giri Paolo Esposto - 2008-2009: Francesco Ferri Roberto Rossini - 2009-2011: Massimo Busilacchi - 2011-2012: Francesco Cantatore Damiano Morra Matteo Possanzini - 2012-2014: Matteo Possanzini - 2014-2015: Andrea Tubaldi Luca Manisera - 2015-2016: Giacomo Piangerelli Marco Michettoni Andrea Mazzaferro - 2016-2017: Andrea Mazzaferro - 2017-2019: Matteo Possanzini - 2019-2020: Luca Pavoni - 2020-2021: Marco Ciccarelli - 2021-2022: Marco Ciccarelli Yuri Bugari Marco Ciccarelli - 2022-2023: Giuliano Fondati - 2023-2024: Daniele Degano - 2024-2025: Daniele Degano Francesco Moriconi - 2025-2026: Francesco Moriconi | Presidenti - 1919-???? ... - ????-????: Leonello Leonardi - 2000-2002: Giovanni Pierini - 2002-2008: Giuseppe Camilletti - 2008-2012: Arturo Maresca - 2012-2025: Fausto Pigini - 2025-oggi: Domenico Giri |

## Palmarès

### Competizioni regionali
- Prima Divisione: 2

1942-1943 (girone finale), 1951-1952
- Promozione: 1

2017-2018 (girone A)
- Prima Categoria: 2

1965-1966 (girone B), 2009-2010
- Seconda Categoria: 1

2005-2006

### Competizioni giovanili
- Campionato italiano giovanile: 1

1964

### Altri piazzamenti
- Serie C:

Terzo posto: 1945-1946 (girone B)
- Promozione:

Secondo posto: 1952-1953, 1953-1954, 2013-2014
- Prima Divisione:

Secondo posto: 1942-1943 (girone B)

## Statistiche e record

### Partecipazione ai campionati
| Livello | Categoria | Partecipazioni | Debutto   | Ultima stagione | Totale |
| ------- | --------- | -------------- | --------- | --------------- | ------ |
| 3º      | Serie C   | 2              | 1945-1946 | 1946-1947       | 2      |
| 4º      | Serie D   | 2              | 1966-1967 | 1967-1968       | 2      |